# Total Eclipse (film)
Total Eclipse is een Brits-Frans-Belgische biografische dramafilm uit 1995, geregisseerd door Agnieszka Holland.

## Verhaallijn
Jonge dichter Arthur Rimbaud wordt door Paul Verlaine uitgenodigd om bij hem en zijn vrouw te komen wonen. Verlaine misbruikt zijn vrouw en zij besluit hem te verlaten. Hierna ontstaat er een liefdesrelatie tussen Verlaine en Rimbaud.

## Rolverdeling
| Acteur               | Personage                | Opmerkingen             |
| -------------------- | ------------------------ | ----------------------- |
| Leonardo DiCaprio    | Arthur Rimbaud           | hoofdrol                |
| David Thewlis        | Paul Verlaine            | hoofdrol                |
| Romane Bohringer     | Mathilde Maute           | echtgenote van Verlaine |
| Dominique Blanc      | Isabelle Rimbaud         |                         |
| Félicie Pasotti      | Isabelle, as a child     |                         |
| Nita Klein           | Rimbaud's Mother         |                         |
| James Thierrée       | Frederic                 |                         |
| Emmanuelle Oppo      | Vitalie                  |                         |
| Denise Chalem        | Mrs. Maute De Fleurville |                         |
| Andrzej Seweryn      | Mr. Maute De Fleurville  |                         |
| Christopher Thompson | Carjat                   |                         |
| Bruce Van Barthold   | Aicard                   |                         |
| Christopher Chaplin  | Charles Cros             |                         |
| Christopher Hampton  | The Judge                |                         |
| Mathias Jung         | Andre                    |                         |
| Kettly Noël          | Somalian Woman           |                         |
| Cheb Han             | Djami                    |                         |

## Ontvangst
De VPRO gids had gemengde gevoelens, zo waren de hoofdrolspelers niet Frans genoeg, hun personages zijn onsympathiek en er wordt te weinig van het drama wat heeft plaatsgevonden getoond. Aan de andere kant heb je de aantrekkingskracht van Leonardo DiCaprio, de gepassioneerdheid van Holland en Rimbaud die gewoon uniek was. De film krijgt 3 van de 5 sterren van de VPRO. De film doet het niet goed bij de critici. Hij scoort maar 22% bij Rotten Tomatoes, maar doet het een stuk beter bij de bezoekers, de popcornmeter staat op 66%.